# Stazione di Sesto Fiorentino
Stazione di Sesto Fiorentino vasútállomás Olaszországban, Sesto Fiorentino településen.

## Vasútvonalak
Az állomást az alábbi vasútvonalak érintik:
- Bologna–Firenze-vasútvonal
- Viareggio-Firenze-vasútvonal

## Kapcsolódó állomások
A vasútállomáshoz az alábbi állomások vannak a legközelebb:
- Stazione di Il Neto (Stazione di Bologna Centrale, Bologna–Firenze-vasútvonal)
- Stazione di Zambra (Stazione di Firenze Santa Maria Novella, Bologna–Firenze-vasútvonal)